# Schmotziger Donnerstag
Mit dem Schmotzigen Donnerstag beginnt in der schwäbisch-alemannischen Fastnacht die eigentliche Fastnachtszeit. Er fällt auf den Donnerstag vor Aschermittwoch.
Der Tag wird je nach Region auch genannt: Gausaliger oder Ausaliger Donschdig, Schmotziger Dunschtich, Schmotziga Dorschdich, Schmotziger Dauschtich, Schmotziga Dauschteg, Dicker Donnerstag, Unsinniger Donnerstag, Gombiger Doschdig, Gombadonnerschdag, Gumpiger Dunschtig, Glombiger Doschdig, Lumpiger Donnerstag oder einfach nur Schmotziga, in Südbaden und der Schweiz Schmutzige Donschtig, Schmutzige Dunschtig bzw. schriftdeutsch Schmutziger Donnerstag, an einigen Badener und Schweizer Orten auch Feischte Dunschtig bzw. Feiße Donschtig.
Der darauffolgende Freitag heißt regional „Rußiger oder Bromiger Freitag“.

## Name

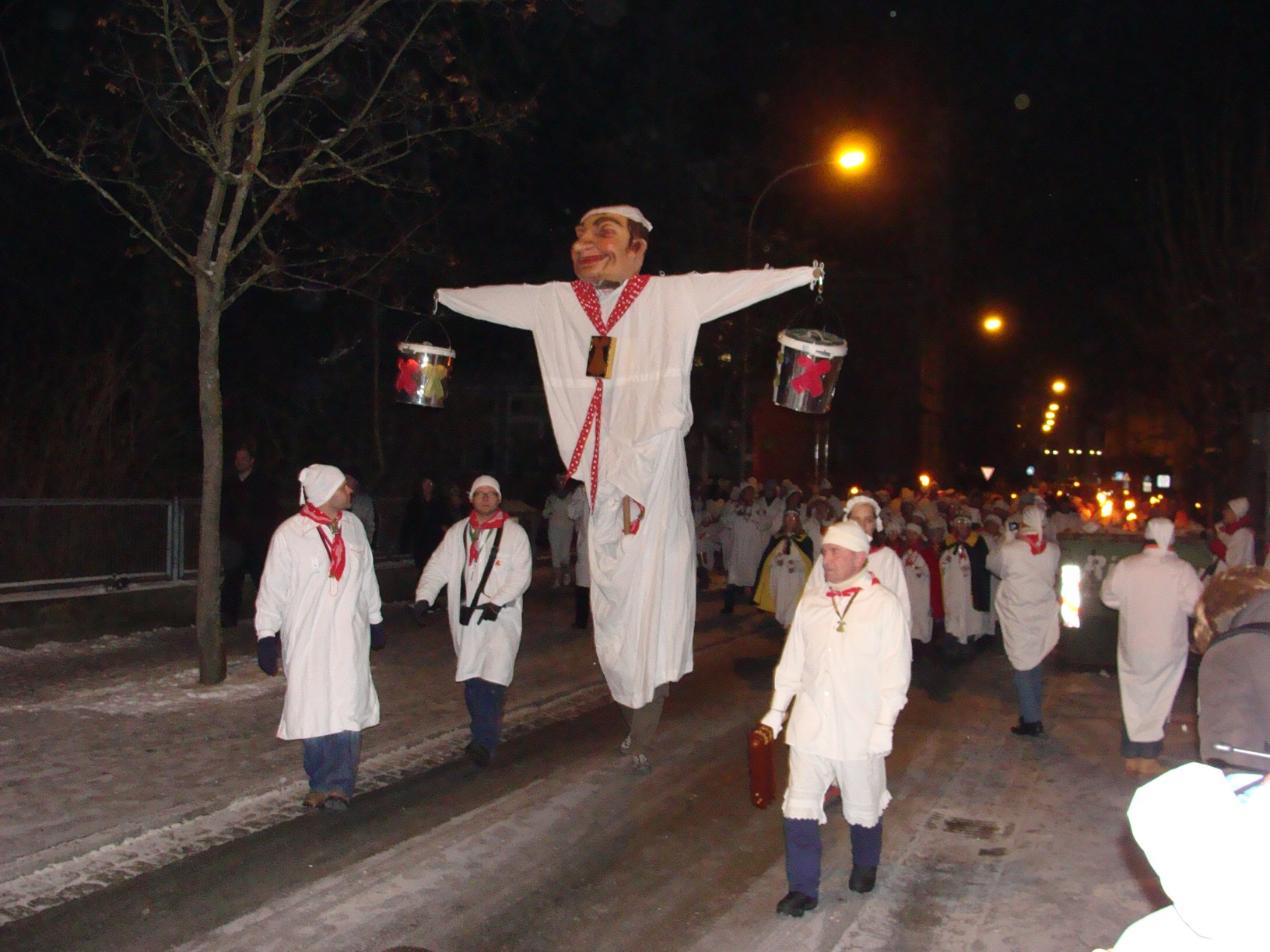
Hemdglonker in Radolfzell am Bodensee mit Hemdglonkerpuppe am Vorabend des Schmotzige Dunnschdig, 2010

Schmotzig, schmutzig bedeutet in den alemannischen Dialekten „fettig, feiß“, Schmotz oder Schmutz „Fett“.
Der Name geht darauf zurück, dass an diesem Tag gerne Fettgebackenes gegessen wird wie Fasnetsküechle, Fasnachtskiechli (Hefegebäck) oder Krapfen (ein Siedegebäck aus Brandmasse, z. B. Scherben, Nonnenfürzle, oder aus Quark-Öl-Teig). Im Rheinland sind solche Gebäcke unter dem Namen Mutzen, anderorts auch als Quarkbällchen zu finden. Der Donnerstag war aber außerdem der letzte Tag, an dem geschlachtet und daher große Mengen Fleisch verzehrt werden konnten (siehe unter „Geschichte“). Die Wortbedeutungen passen genauso zur Tradition des Backens wie zu der des Schlachtens.

## Geschichte
Der kirchliche Zyklus der Monate, Wochen und Tage bzw. die Ausrichtung der Menschen des Hoch- und Spätmittelalters an der kirchlichen Liturgie begründet den Namen als fetten („schmotzigen“) Donnerstag.
Der Donnerstag galt in der liturgischen Abfolge der Woche, d. h. in den von der katholischen Kirche angeordneten Richtlinien und Gebeten in Form von Psalmen, als der allgemeine Schlacht- und Backtag.
Mittwochs musste gefastet werden; der Freitag als der Gedenktag an das Leiden Christi – Jesus starb an einem Freitag (Karfreitag) – wird noch heute als Fastentag (traditionell mit dem Verzicht auf Fleisch und Wurst)  begangen.
Auch der Samstag fiel als Schlachttag aus; auf ihn nahmen Überbleibsel aus dem jüdischen Glauben Einfluss. Dieser besagt, dass der Tag nicht etwa am Morgen beginnt, sondern bereits am Vorabend. Daher beginnt der Sonntag schon am Samstag-Spätnachmittag. An einem halben Tag war es nicht möglich, die verschiedenen Arbeitsgänge der Wurst- und Fleischherstellung zu bewerkstelligen.
Der heilige Sonntag kam als Arbeitstag gemäß der Bibel ohnehin nicht in Frage.
Der Montag und Dienstag – obwohl von der Liturgie grundsätzlich erlaubt – konnten an Fastnacht nicht als Schlachttag genutzt werden, da es nicht denkbar war, zu schlachten: Der Aschermittwoch, mit dem die Fastenzeit beginnt, war nah; ab diesem Zeitpunkt durfte kein Fleisch mehr gegessen werden.
Daher war es naheliegend, den Donnerstag als Schlacht- und Backtag zu nehmen. Dieser Tag vor dem Aschermittwoch war damit der letzte Schlacht- und Backtag vor der Fastenzeit. Dies wurde entsprechend gefeiert, weil es ja wenig Sinn hatte, Fleisch aufzubewahren, wenn nachher bis Ostern die 40 fleischlosen Tage der Fastenzeit auf dem Kalender standen. Das überschüssige Fleisch und Würste wurden geräuchert, um sie haltbar zu machen. Die Menschen nannten daher diesen Tag, an dem nochmals alles mögliche Vieh zu Essbarem verarbeitet wurde, den fetten („schmotzigen“) Donnerstag.
Dies erklärt auch, warum heute noch in sehr traditionellen Fasnachten wie Villingen oder Rottweil nur am Schmotzigen Donnerstag, Fasnachtsmontag und -dienstag maskierte Narren zu sehen sind und Umzüge stattfinden: Die kirchliche Liturgie des Mittelalters ließ solche Spektakel nur an diesen Tagen zu. In späterer Zeit wurde am Schmotzigen Donnerstag in verschiedenen Orten von der Zunft der Metzger der sogenannte Metzgertanz öffentlich aufgeführt, um an diesen alten Schlachttag zu erinnern.

## Bezeichnungen und Bräuche
In vielen Fastnachtshochburgen werden Umzüge veranstaltet und Straßenfastnachten gefeiert, Kindergartenkinder oder Schüler befreien die Amtsgeschäfte und beim Rathaussturm wird der Rathausschlüssel symbolisch vom Bürgermeister bis zum Fastnachtsdienstag an die Narren übergeben.
In vielen Orten wurde Schmotziger Donnerstag früher mit Schmaus und lustigem Mummenschanz gefeiert. Seit dem Ende des 19. bzw. Anfang des 20. Jahrhunderts werden an diesem Tag auch Hemdglunki-Umzüge veranstaltet. Überregional bekannt ist das Stockacher Narrengericht, das jährlich am Schmotzigen Donnerstag stattfindet.

### Exkurs: Weiberfastnacht im Rheinland
In Aachen heißt der Tag Fettdonnerstag, im Saarland, weiten Teilen der Eifel und der Region Trier Fetter Donnerstag (vgl. oben die Erläuterungen zu Schmotz); in  anderen rheinischen Karnevalsgebieten wird er meist als Altweiber- oder Weiberfastnacht bezeichnet. Der Tag markiert dort den Übergang vom Sitzungs- zum Straßenkarneval.

### Alemannisches Sprachgebiet

#### Schwäbisch-alemannische Fastnacht
Der Begriff wird in der schwäbisch-alemannischen Fastnacht nahezu ausschließlich verwendet. Je nach Region und Dialekt wird auch die Sprechweise Schmotziger Dunnschdig, Schmotziger Donnerstag, Schmotziger Dorschdich, Gompiger Donnerstag verwendet. Gumpig hat seine Wurzel in schwäbisch gumpen, was lustige Sprüche machen oder hüpfen bedeutet. Insbesondere am Hochrhein wird er als Faisse Dunnschdig bezeichnet. Faisse bedeutet „fett“.
In Konstanz werden am Schmotzige Dunschtig ab 6:00 Uhr die Bewohner in den Stadtteilen durch laute Trommler und Fanfarenzüge geweckt. Die Schüler werden aus ihren Schulen befreit, im Rathaus die Macht abgegeben. Danach beginnt die Straßenfastnacht und am Abend der Hemdglonkerumzug durch die Altstadt.
Am Hochrhein und im Südschwarzwald heißen die Hochtage der Fastnacht Faißen, beginnend mit  Erster Faißer Dunnschdig,  dem der Zweite und der  Dritte Faiße Dunnschdig folgen. Der abschließende Dritte Faiße entspricht dem Schmutzigen Dunnschdig. Im badischen Laufenburg laufen die Narren mit Tschättermusik morgens um 6.00 Uhr durch die Gassen der malerischen Altstadt, wobei die Grenze auf der Rheinbrücke zur Schweizer Seite keine ist.

#### Bayerisch-schwäbische Fastnacht
In Teilen Bayerisch-Schwabens wird er Glumpader Duuschde ausgesprochen. Das Wort glumpig wurde aus „Lumpen“ abgeleitet, vergleiche unten die Bezeichnung in Tirol.

#### Schweizer Fasnacht

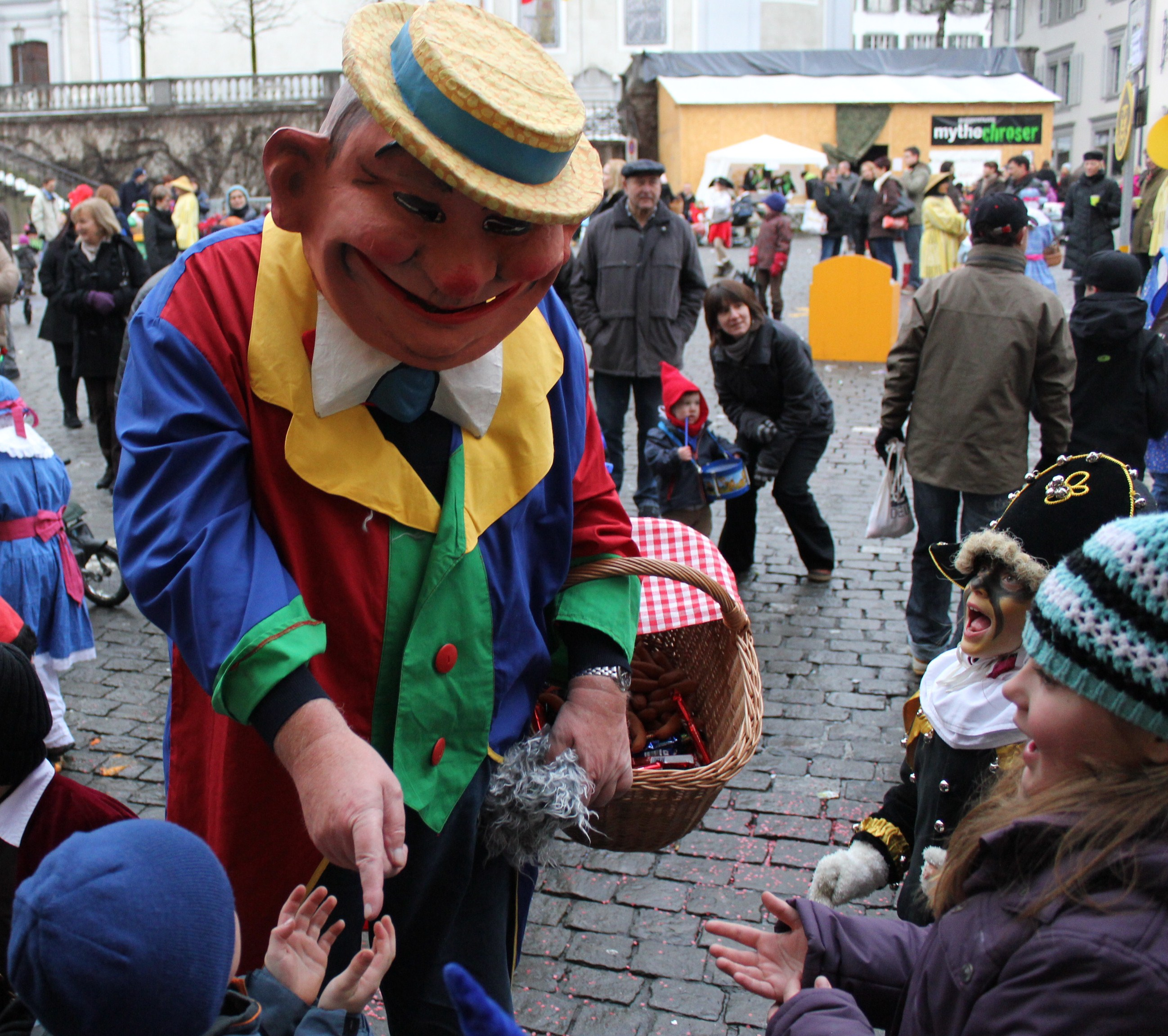
Schmutziger Donnschtig: Kinderbescherung in Schwyz, Schweiz

Die Fasnacht der katholischen Orte der Schweiz beginnt mit dem Schmutzige Donnschtig. Neben der bekannten Luzerner Fasnacht finden in allen Ortschaften eigene Veranstaltungen statt, welche sich lokal stark unterscheiden.

### Bayern, Tirol und Südtirol
In Bayern, in Tirol und Südtirol heißt der Tag meistens „Unsinniger Donnerstag“. In Bayern hat dieser Tag auch den Namen „Lumpiger Donnerstag“.
In der östlichen Oberpfalz ist außerdem der Begriff Nascha Pfinsta (gesprochen „nàschàbfinnzdà“, zu deutsch wörtlich „närrischer Donnerstag“) gängig.
Der Tag ist in Bayern unter den Faschingstagen der, der in die Schulzeit hineinfällt, da Rosenmontag und Faschingsdienstag zu den Frühjahrsferien gehören (und auch schon vor deren Einführung schulfrei waren). Daher wird er von Schülern traditionell dafür genutzt, den Lehrern Streiche zu spielen.

### Polen
In Polen ist der Tag auch als Tłusty Czwartek bekannt, was „fettiger Donnerstag“ heißt und damit semantisch mit dem alemannischen „schmutzigen Donnerstag“ übereinstimmt. Üblicherweise wird an dem Tag viel süßes Gebäck gekauft und konsumiert. Traditionell werden die sogenannten Pączki, die in Deutschland als Berliner beziehungsweise in Berlin als Pfannkuchen bekannt sind, gegessen.